# Amanda Hanson
Amanda Hanson (1985-Memphis, 25 de enero de 2024) fue una reportera, periodista y presentadora estadounidense.

## Biografía
Estudió comunicación en la Universidad de Memphis y obtuvo una maestría en comunicación estratégica en 2020.
Trabajó para el canal de Arkansas K8 News, para Action News 5 de Memphis y el noticiero estatal TN In Ten.
Contrajo matrimonio con Darren y fue madre de una hija.
Falleció el 25 de enero de 2024 a los 38 años en Memphis.